# Dahmetal Ergänzung
Dahmetal Ergänzung este o arie protejată (sit de importanță comunitară — SCI) din Germania întinsă pe o suprafață de 266,47 ha, integral pe uscat.

## Localizare
Centrul sitului Dahmetal Ergänzung este situat la coordonatele 51°58′19″N 13°37′26″E / 51.9719°N 13.6239°E.

## Înființare
Situl Dahmetal Ergänzung a fost declarat sit de importanță comunitară în martie 2004 pentru a proteja 3 specii de animale.

## Biodiversitate
Situată în ecoregiunea continentală, aria protejată conține 7 habitate naturale: Pășuni continentale udate de apa mării, Cursuri de apă de la nivel de câmpie la nivel montan, cu vegetație Ranunculion fluitantis și Callitricho-Batrachion, Liziere de ierburi înalte hidrofile de câmpie și de nivel montan până la alpin, Fânețe de joasă altitudine (Alopecurus pratensis, Sanguisorba officinalis), Păduri de stejar sau de stejar și carpen sub-atlantice și medio-europene de Carpinion betuli, Păduri acidofile de stejar bătrân cu Quercus robur pe câmpii nisipoase, Păduri aluvionare cu Alnus glutinosa și Fraxinus excelsior (Alno-Padion, Alnion incanae, Salicion albae).
La baza desemnării sitului se află mai multe specii protejate:
- păsări (1): pescăruș albastru (Alcedo atthis)
- mamifere (1): vidră de râu (Lutra lutra)
- pești (1): țipar (Misgurnus fossilis)

Pe lângă speciile protejate, pe teritoriul sitului au mai fost identificate 10 specii de plante, 1 specie de nevertebrate, 1 specie de reptile.